# اوگولنویه (استان آمور)
اوگولنویه (به لاتین: Ugolnoye) یک منطقهٔ مسکونی در روسیه است که در استان آمور واقع شده‌است.